# 基本所得党
基本所得党（きほんしょとくとう、韓国語: 기본소득당/基本所得黨）は大韓民国の社会自由主義政党である。 2019年、龍慧仁元労働党代表をはじめとする指導部を中心に労働党から脱党した人員で構成された創党準備委員会が結成され、翌2020年1月19日に創党された。
共に民主党、正義党とは協力関係にある。

## 歴代指導部

### 歴代代表
| 代数     | 歴代代表     | 役職     | 任期                          |
| -------- | ------------ | -------- | ----------------------------- |
| 1        | 龍慧仁       | 常任代表 | 2020年1月19日～ 2020年3月23日 |
| （代理） | パク・キホン | 権限代行 | 2020年3月25日～ 2020年6月5日  |
| 2        | 申智惠       | 常任代表 | 2020年6月5日～                |

### 歴代院内代表
| 代数 | 院内代表 | 役職     | 任期            |
| ---- | -------- | -------- | --------------- |
| 1    | 龍慧仁   | 院内代表 | 2020年5月30日～ |

### 1期指導部
2020.1.19~2020.6.5
- 常任代表：龍慧仁
- 事務総長：パク・キホン

### 2期指導部
2020.6.5~
- 常任代表：申智惠
- 園内代表：龍慧仁
- 事務総長：パク・キホン